# Río Guadiana Internacional
Río Guadiana Internacional este o arie protejată (arie specială de conservare — SAC, sit de importanță comunitară — SCI) din Spania întinsă pe o suprafață de 654,84 ha, integral pe uscat.

## Localizare
Centrul sitului Río Guadiana Internacional este situat la coordonatele 38°48′49″N 7°05′50″W / 38.8136°N 7.0972°V.

## Înființare
Situl Río Guadiana Internacional a fost declarat sit de importanță comunitară în decembrie 1997 pentru a proteja 4 specii de plante și 24 de specii de animale. Situl a fost protejat și ca arie specială de conservare în mai 2015.

## Biodiversitate
Situată în ecoregiunea mediteraneană, aria protejată conține 8 habitate naturale: Păduri de Quercus ilex și Quercus rotundifolia, Pseudostepă cu ierburi și specii anuale de Thero-Brachypodietea, Dehesas cu Quercus spp. perene, Tufărișuri termo-mediteraneene și de pre-deșert, Pajiști umede mediteraneene cu ierburi înalte de Molinio-Holoschoenion, Galerii și tufărișuri riverane sudice (Nerio-Tamaricetea și Securinegion tinctoriae), Lacuri eutrofice naturale cu vegetație de tip Magnopotamion sau Hydrocharition, Galerii de Salix alba și de Populus alba.
La baza desemnării sitului se află mai multe specii protejate:
- plante (4): Lythrum flexuosum, Marsilea batardae, Narcissus cavanillesii, Narcissus fernandesii
- păsări (10): pescăruș albastru (Alcedo atthis), fâsă de pădure (Anthus spinoletta), barză albă (Ciconia ciconia), egretă mică (Egretta garzetta), pescăriță râzătoare (Gelochelidon nilotica), prigoare (Merops apiaster), gaia neagră (Milvus migrans), stârc de noapte (Nycticorax nycticorax), lăstun de mal (Riparia riparia), silvie de tufiș (Sylvia undata)
- amfibieni (1): Discoglossus galganoi
- mamifere (1): vidră de râu (Lutra lutra)
- nevertebrate (2): fluturele auriu (Euphydryas aurinia), Unio tumidiformis
- pești (8): Alosa alosa, Alosa fallax, Cobitis paludica, Luciobarbus comizo, Petromyzon marinus, Pseudochondrostoma willkommii, Rutilus alburnoides, Rutilus lemmingii
- reptile (2): țestoasa de baltă (Emys orbicularis), Mauremys leprosa

Pe lângă speciile protejate, pe teritoriul sitului au mai fost identificate 1 specie de plante, 3 specii de păsări, 8 specii de amfibieni, 7 specii de mamifere, 8 specii de nevertebrate, 13 specii de pești, 8 specii de reptile.